# Flash Live Tour
Le Flash Live Tour est un projet culturel initié au Bénin en 2018 par l’artiste béninois richard Flash dont l’objectif est d’apporter le divertissement et la joie de vivre à toutes les populations des 77 communes du Bénin à travers des concerts gratuits,.
Il est lancé le 23 Juin 2018 à Tori-Bossito, dans le département de l’Atlantique lors d’une fête identitaire traditionnelle dénommé Tori Xwe dans la même commune grâce au soutien du ministère du tourisme et du maire de ladite commune.

## Objectifs
Le projet Flash Live Tour a plusieurs objectifs dont, ente autres, :
- apporter de la joie et du divertissement aux populations des soixante-dix-sept communes du Bénin
- sensibiliser les populations sur les défis de la société actuelle : les violences faites aux femmes, les grossesses non désirées et la dépigmentation
- faire la promotion notre culture, celle des artistes béninois et détecter de nouveau talents.